# Williams FW30
Williams FW30 — гоночный автомобиль команды Williams, участвовавший в Чемпионате мира Формуле-1 в сезоне 2008 года.

## История
Болид был представлен 21 января 2008 года на трассе в Валенсии. Команда сохранила пилотский состав и моторы Toyota. Новый болид являлся развитием предшественника — FW29. Существовало лишь одно значительное преобразование — это переднее антикрыло. Оно было аналогично установленному на McLaren MP4-22 и не раз модернизировалось по ходу сезона. По требованиям безопасности боковые стенки кокпита стали значительно выше. Кроме этого, ФИА запретила использовать контроль тяги и ввела единый ECU (электронный блок управления) фирмы McLaren Electronic Systems.
Юбилейный, 30-й сезон в Формуле-1 сложился для команды ни шатко, ни валко. Постоянно попадать в очковую зону не получалось, лучшими стали выступления в Австралии и Сингапуре. Нико Росберг завоевал 2 подиума, а на трассе Марина-Бэй показал свой лучший на тот момент результат в карьере. Но подиумы немца были связаны с большим числом сходов и проблем у соперников. Кадзуки Накадзима уступал напарнику в скорости, но за счет стабильности число попаданий в очковую зону у него оказалось одинаковым с Росбергом — по 5. В Кубке Конструкторов команда повторила результат 2006 года — 8 место, оказавшись далеко позади поставщиков моторов — команды Toyota.

## Результаты выступлений в Формуле-1
| Год  | Команда  | Двигатель          | Шины | Пилоты    | 1   | 2   | 3   | 4    | 5    | 6    | 7    | 8   | 9   | 10  | 11  | 12  | 13  | 14  | 15  | 16  | 17  | 18  | Место | Очки |
| ---- | -------- | ------------------ | ---- | --------- | --- | --- | --- | ---- | ---- | ---- | ---- | --- | --- | --- | --- | --- | --- | --- | --- | --- | --- | --- | ----- | ---- |
| 2008 | Williams | Toyota RVX-08,2 V8 | B    |           | АВС | МАЛ | БАХ | ИСП  | ТУР  | МОН  | КАН  | ФРА | ВЕЛ | ГЕР | ВЕН | ЕВР | БЕЛ | ИТА | СИН | ЯПО | КИТ | БРА | 8     | 26   |
| 2008 | Williams | Toyota RVX-08,2 V8 | B    | Росберг   | 3   | 14  | 8   | Сход | 8    | Сход | 10   | 16  | 9   | 10  | 14  | 8   | 12  | 14  | 2   | 11  | 15  | 12  | 8     | 26   |
| 2008 | Williams | Toyota RVX-08,2 V8 | B    | Накадзима | 6   | 17  | 14  | 7    | Сход | 7    | Сход | 15  | 8   | 14  | 13  | 15  | 14  | 12  | 8   | 15  | 12  | 17  | 8     | 26   |

| Легенда к таблице |                                                                    |
| --- | ------------------------------------------------------------------ |
| В таблице перечислены результаты всех Гран-при Формулы-1, в которых использовался автомобиль. Строками таблицы являются сезоны, столбцами — этапы чемпионата мира. В каждой клетке указаны сокращённое название этапа и результат, дополнительно обозначенный цветом. Расшифровка обозначений и цветов представлена в нижеследующей таблице. |                                                                    |
| \| Пример \| Описание \| \| ------------ \| ------------------------------------------------------------------ \| \| 1 \| Победитель \| \| 2 \| Второе место \| \| 3 \| Третье место \| \| 5 \| Финишировал, заработав очки \| \| Сход \| Не финишировал, но при этом заработал очки \| \| 12 \| Финишировал, не получив очков \| \| НКЛ \| Финишировал, но не попал в финальную классификацию \| \| 15 \| Участвовал вне зачёта, либо по отдельной классификации \| \| 18 \| Не финишировал, но попал в финальную классификацию \| \| Сход \| Не финишировал \| \| НКВ \| Не прошёл квалификацию \| \| НПКВ \| Не прошёл предквалификацию \| \| ДСК \| Дисквалифицирован \| \| ИСК \| Исключён из протокола соревнований \| \| ТТ \| Заявлен для участия только в тренировках \| \| НС \| Участвовал в квалификации, но не стартовал в гонке \| \| Т \| Травмирован или болен \| \| ОТК \| Отказ от участия \| \| НТР \| Прибыл на соревнования, но на трассу не выезжал \| \| НПР \| Был заявлен в числе участников, но не прибыл к началу соревнований \| \| О \| Соревнования отменены \| \| \| Не участвовал \| \| Поул-позиция \| \| \| Быстрый круг \| \| |                                                                    |
| Пример | Описание                                                           |
| 1 | Победитель                                                         |
| 2 | Второе место                                                       |
| 3 | Третье место                                                       |
| 5 | Финишировал, заработав очки                                        |
| Сход | Не финишировал, но при этом заработал очки                         |
| 12 | Финишировал, не получив очков                                      |
| НКЛ | Финишировал, но не попал в финальную классификацию                 |
| 15 | Участвовал вне зачёта, либо по отдельной классификации             |
| 18 | Не финишировал, но попал в финальную классификацию                 |
| Сход | Не финишировал                                                     |
| НКВ | Не прошёл квалификацию                                             |
| НПКВ | Не прошёл предквалификацию                                         |
| ДСК | Дисквалифицирован                                                  |
| ИСК | Исключён из протокола соревнований                                 |
| ТТ | Заявлен для участия только в тренировках                           |
| НС | Участвовал в квалификации, но не стартовал в гонке                 |
| Т | Травмирован или болен                                              |
| ОТК | Отказ от участия                                                   |
| НТР | Прибыл на соревнования, но на трассу не выезжал                    |
| НПР | Был заявлен в числе участников, но не прибыл к началу соревнований |
| О | Соревнования отменены                                              |
| | Не участвовал                                                      |
| Поул-позиция |                                                                    |
| Быстрый круг |                                                                    |